# Renault 5
Renault 5 var en minibil fra franske Renault.
Den blev introduceret i 1972 og afløste Renault 4, som dog fortsatte indtil 1994, og fandtes med et stort udvalg af benzinmotorer samt én dieselmotor.
Afløseren Renault Clio blev introduceret i 1990, men Renault 5 fortsatte alligevel indtil 1996.
Renault 5 blev også solgt i USA fra 1976 til 1983 under navnet Renault Le Car.

## Billeder
- Renault 5 '72−'84
- Renault 5 '85−'96
- Renault 5 GT Turbo
- Renault 5 GT Turbo cockpit

## Motorer
- B1B: R4, 0,8 L (845 cm³), 26 kW (35 hk), topfart 120 km/t
- C1C (689): R4, 1 L (956 cm³), 30 kW (41 hk), topfart 130 km/t
- C1E: R4, 1,1 L (1108 cm³), 33 kW (45 hk), topfart 135 km/t
- 810: R4, 1,3 L (1289 cm³), 40 kW (54 hk), topfart 140 km/t (aut.)
- 810: R4, 1,3 L (1289 cm³), 46 kW (63 hk), topfart 151 km/t
- C1J: R4, 1,4 L (1397 cm³), 46 kW (63 hk), topfart 142 km/t (aut.)
- C2J: R4 turbo, 1,4 L (1397 cm³), 81 kW (110 hk), topfart 185 km/t, 0-100 km/t 9,1 sek.
- C6J (840): R4 turbo, 1,4 L (1397 cm³), 118 kW (160 hk), topfart 201 km/t, 0-100 km/t 6,9 sek.
- F2N: R4, 1,7 L (1721 cm³), 69 kW (94 hk), topfart 175 km/t, 0-100 km/t 8,9 sek.